# Meganephria funesta
Meganephria funesta är en fjärilsart som beskrevs av John Henry Leech 1889. Meganephria funesta ingår i släktet Meganephria och familjen nattflyn. Inga underarter finns listade i Catalogue of Life.